# الموت في مدينة النور (كتاب)
الموت في مدينة النور: القاتل التسلسلي لباريس التي احتلها النازيون (بالإنجليزية: Death In The City Of Light: The Serial Killer Of Nazi-Occupied Paris) هو كتاب جريمة حقيقي غير خيالي كتبه ديفيد كينج لأول مرة في عام 2011م. يغطي الكتاب مسلسل القتل الذي حصل في باريس، والذي وقع أثناء احتلال النازيين لتلك المدينة خلال الحرب العالمية الثانية، ومحاكمة المشتبه فيه الرئيسي الدكتور مارسيل بيتيو، والأحداث التي تلت ذلك.

## الإستقبال
لورا ميلر من مجلة سالون تصف كتاب الموت في مدينة النور أفضل من كتاب «الشيطان في المدينة البيضاء» للكاتب إريك لارسون، قائلة عنه: «النزول محض خجل أن وُضع معيار جديد للنموذج.» يلخص مراجعات كيركس رده على النحو التالي: «الانتقال الناجح للمؤلف إلى النوع الحقيقي للجريمة مكتوب بخبرة ويستوعب تمامًا كامل القصة والأحداث».